# Producto (mercadotecnia)
En mercadotecnia, un producto es una opción elegible, viable y repetible que la oferta pone a disposición de la demanda, para satisfacer una necesidad o atender un deseo a través de su uso o consumo.
El producto es uno de los componentes estructurales de la mezcla de mercadotecnia (en inglés marketing mix). El caso más común de la misma es también conocido como "Las cuatro P" de la mercadotecnia, junto al Precio, Plaza y Promoción.
Los productos pueden presentar muy diversas combinaciones valiosas para generar demanda, que pueden enfocarse hacia:
- Bienes: son todos los elementos tangibles.
- Servicios: son intangibles, son inseparables (se producen y consumen al mismo tiempo), son variables.
- Eventos: Actividades periódicas como eventos deportivos o culturales.
- Experiencias: por ejemplo: travesía por una selva virgen.
- Personas: se aplica a los profesionales de distintas áreas, por ej: actores.
- Lugares: como ciudades, países; parques o determinadas áreas geográficas.
- Derechos de propiedad: derechos de posesión que pueden recaer tanto sobre activos físicos (bienes inmuebles) como en activos financieros (acciones y bonos).
- Instituciones: por ejemplo universidades, fundaciones, empresas (no sus bienes o si los compras son muy importantes).
- Información: enciclopedias, libros, publicaciones
- Ideas: abarca a proyectos de negocios, proyectos sociales, hasta proyectos internos dentro de una organización, también se comunican y venden.

## Clasificación de los productos de consumo y servicio

### Según su finalidad (o situación de compra)
- Bienes de consumo: son los bienes que se consumen en forma rápida y tienen una duración o usabilidad limitada. Como por ejemplo: alimentos, combustibles, frutas, etc.
- Servicios: son las actividades, usos y beneficios que se consumen en el momento en que se prestan, por ejemplo, reparaciones de electrodomésticos, corte de pelo, etc.
- Bienes de uso común: son aquellos productos que forman parte de la canasta habitual, estos suelen consumirse con frecuencia y no requieren esfuerzo de compra.
- Bienes de emergencia: son productos que están en el momento y lugar preciso para que el consumidor los utilice. usualmente el consumidor no planifica su compra pero le resulta muy necesario en el momento en que aparece una necesidad.
- Bienes de comparación: son productos que en el proceso de compra pasa por una comparación de características intrínsecas y extrínsecas.
- Bienes de especialidad: son productos con características muy especiales y están destinados a un mercado muy específico que demanda determinados estándares de calidad.
- Bienes durables: son aquellos productos que tienen un ciclo de vida bastante largo, normalmente sufren desperfectos, desgaste hasta después de varios años de uso.
- Bienes no buscados: los consumidores no saben de la existencia del producto, o si la conocen no les interesa adquirirlo, requiere publicidad y apoyo del personal de ventas.

## Niveles de tangibilidad del producto
- Bien tangible: es la oferta de un bien tangible, sin ningún tipo de servicio asociado; por ejemplo, sal, arroz, ruedas.
- Bien tangible con servicios anexos: el bien se vende acompañado de uno o más servicios; por ejemplo, automóviles, máquinas.
- Híbrido: igual proporción de bienes y servicios; por ejemplo, restaurante, sastrería.
- Servicio principal con bienes secundarios anexos: por ejemplo, hotel, aerolíneas..
- Servicio puro: la oferta es básicamente un servicio, por ejemplo, corte de cabello, gimnasio, cuidado de ancianos.

## Disección del producto
El producto para un hombre de empresa, no debe ser visto como el resultado de un proceso industrial, tampoco como el orgullo y la satisfacción de una empresa, de su gerente o de su propiedad. El producto, para un hombre de marketing, debe ser considerado como un satisfactor, es decir, algo que está destinado a satisfacer unas necesidades determinadas.

## Atributos y beneficios del producto
Los atributos son características específicas que presenta un producto. Entre ellas destacan
- Formulaciones e ingredientes
- Componentes y funciones
- Dimensiones y características físicas
- Envase y empaque

Por su parte los beneficios corresponden al resultado esperado por la demanda al hacer uso de los atributos del producto. En sentido amplio, los beneficios pueden ser:
- Sensoriales
- Emocionales
- Cognitivos
- Funcionales
- Relacionales

De modo general, la demanda suele interesarse más por los beneficios que por los atributos. Por ejemplo: un papel higiénico de triple hoja (atributo: compuesto por tres capas de papel) es más suave (beneficio sensorial) y resistente (beneficio funcional). Sin embargo, una definición adecuada de atributos funge como componente clave tanto para generar credibilidad en la comunicación como para establecer vínculos hacia especificaciones productivas y sistemas de calidad que hagan las promesas de mercadeo sostenibles.
Se estima que existen 2.81 X 10^18 (2.81 trillones) combinaciones potencialmente valiosas para configurar productos, explicando con ello la gran cantidad de productos fallidos en el mercado, generados por prueba y error. Por ello se enfatiza la importancia de configurar la oferta con criterios técnicos (innovación e investigación de mercado e ingeniería) y posteriormente traducirlos en propuestas de valor que integren ordenadamente los requisitos, diferenciadores y generadores de preferencia más relevantes para la demanda. 
Otros elementos como la marca, la imagen del producto, el diseño de envase y la imagen de la empresa productora corresponden a la simbolización de la oferta, no a su configuración, por lo que deben ser tratados como componentes distintos de la mezcla de mercadotecnia. Por su parte el servicio que presta la empresa, así como las garantías y el precio que solicita a cambio de la oferta entregada corresponden a los términos de intercambio.

## Niveles de un producto
La teoría clásica de niveles de producto parte de identificar una necesidad o deseo esencial, a partir de la cual se construyen elementos adicionales, haciendo gradualmente la oferta más robusta:
- Producto esencial o sustancial: responde a una necesidad, deseo, bien de orden o valor terminal solicitado por la demanda (Medina, 2012). Por ejemplo, al consumir café, la persona busca una bebida energizante (beneficio sensorial-funcional).
- Producto genérico: versión mínima del producto que en atributos y beneficios responde a la necesidad esencial de la demanda. Por ejemplo, envase de café de 250 gramos.
- Producto esperado: conjunto de beneficios y atributos que la demanda busca para adquirir un producto de modo voluntario, recurrente y sostenible. Por ejemplo, que el envase posea fecha de vencimiento, que esté protegido de la humedad, que sea fácil de disolver.
- Producto aumentado: incluye otros beneficios y atributos agregados al producto, por encima de lo que brinda la competencia; puede ser un mejor servicio o mejores características. Por ejemplo, un número telefónico y correo electrónico para consultas y reclamaciones, que se coloquen en la etiqueta distintas recetas y formas de preparar café.
- Producto potencial: consiste en anticipar los deseos y requerimientos de los compradores, para la mejora o desarrollo de un nuevo producto. Por ejemplo, los consumidores podrían requerir en el futuro que se le agreguen al café, minerales y vitaminas, para un cuidado de la salud y que no sea solo un energizante.

Como se observa, el escalamiento de producto básico a producto potencial, gradualmente incluye no únicamente atributos y beneficios de la oferta, sino que incorpora gradualmente términos de intercambio, configurando ofertas más valiosas para la demanda. De modo general los elementos esenciales, genéricos y esperados del producto pueden agruparse en requisitos, los aumentados tienen correspondientes en diferenciadores competitivos, mientras que los potenciales se vinculan a los generadores de preferencia.

## Integración del producto con el resto de la mezcla de mercadotecnia
Para la mercadotecnia su oferta es mucho más que el producto y por ello el especialista del campo propone desde una perspectiva de mezcla de mercadotecnia, es decir armonizando los cuatro elementos de la misma de modo coordinado. Esto obedece a la observación de la demanda y en especial a los requerimientos de su grupo meta.
Para el consumidor el producto además de contar una serie de atributos o aspectos físicos, tiene muchos atributos psicológicos y percibe la oferta de modo integral. Por ejemplo, para el consumidor un automóvil no es solo una cierta cantidad de acero y plástico. Desde el punto de vista del consumidor un automóvil puede ser joven o mayor, simpático, elegante, deportivo, masculino  .Un cigarrillo además de un montón de nicotina y otras sustancias perjudiciales envueltas en un papel para el consumidor es algo más. El consumidor considera ciertas marcas como masculinas, otras como aventureras y otras como femeninas. El consumidor por tanto construye en su cerebro una imagen del producto que incluye múltiples aspectos. Un producto se puede relacionar con ciertos tipos de consumidores, unas situaciones concretas de uso y con aspectos sociales o sociológicos. De esta forma se puede llegar a considerar que una marca de cerveza es apropiada para trabajadores o que es femenina. También se suelen relacionar los productos con ciertos comportamientos; como por ejemplo las marcas de cerveza que tratan de identificar la amistad y la fiesta con su marca.
Las distinciones entre producto esencial, genérico, esperado, aumentado y potencial permiten distinguir la naturaleza propia del producto -que lleva a especificaciones productivas- y la integración gradual de otros componentes de la mezcla de mercadotecnia hasta que se pone a disposición de usuarios y consumidores. Los productos, para tener éxito en el mercado, además de desarrollarse, deben integrarse adecuademente con su estrategia de precio, distribuirse en los canales adecuados y simbolizarse apropiadamente (enfatizando primero la diferencición y luego posicionamiento en la mente de su segmento

## Otras cuestiones de análisis
También se debe analizar la línea de productos (mix de productos) y surtido (en el caso de distribuidores mayoristas y minoristas); la marca y las estrategias de marca, el envase y etiqueta, y el embalaje.

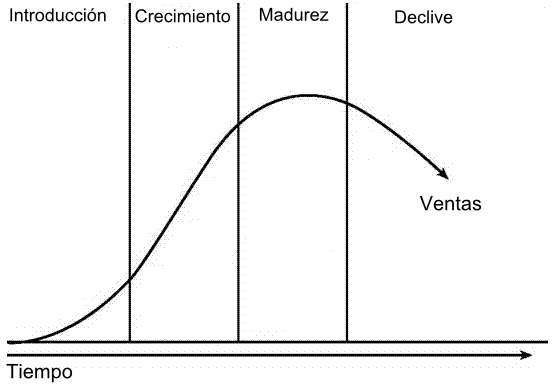
Curva del ciclo de vida del producto

Otra cuestión que se debe analizar es el ciclo de vida del producto, sus etapas van desde I&D, introducción, crecimiento, madurez, declive. En las sucesivas etapas variarán las estrategias de promoción, distribución y precio, y también las distintas modificaciones que se realicen al producto, o gestión de producto. El ciclo de vida del producto tiene su fundamento teórico o razón de ser en la teoría de difusión de las innovaciones.
También a nivel estratégico corporativo hay que realizar un análisis de agallas cartera 
de productos de la empresa con la matriz BCG y el desarrollo penetración de nuevos productos-mercados matriz de Ansoff.